# اکتوپان، هیدالگو
اکتوپان، هیدالگو (به اسپانیایی: Actopan, Hidalgo) در مکزیک است که در ایالت ایدالگو واقع شده‌است.

## خصوصیات
اکتوپان ۲۸۰٫۱ کیلومترمربع مساحت و ۴۸٬۵۱۸ نفر جمعیت دارد.